# Styringomyia monochaeta
Styringomyia monochaeta är en tvåvingeart som beskrevs av Alexander 1970. Styringomyia monochaeta ingår i släktet Styringomyia och familjen småharkrankar. Inga underarter finns listade i Catalogue of Life.